# DSB MS
De DSB MS, volledig MS-AA-MS, is een driedelig treinstel van de Deense spoorwegen en was de eerste lyntog.

## Geschiedenis
In de jaren dertig van de twintigste eeuw werden drie korte veerverbindingen met veel verkeer, Kleine Belt (1935), Storstrøm (1937) en de Oddesund (1938), vervangen door bruggen. Hierdoor was het versnipperde Deense spoorwegnet voortaan nog maar in twee deelnetten verdeeld die via de spoorpont over de Grote Belt met elkaar verbonden waren. Voor de verbinding tussen Kopenhagen en Jutland zou het vervallen van de in en uitscheeptijd bij de Kleine Belt een tijdsbesparing opleveren. De inzet van diesel in plaats van stoomtractie, zou net als in Duitsland met de SVT, ook hogere reissnelheden mogelijk maken. De Deense spoorwegen noemden hun nieuwe snelle treindienst Lyntog (bliksemtrein). Voor de uitvoering van de dienst werden vier dieseltreinstellen besteld die qua lengte op de spoorpont over de Grote Belt tussen Nyborg en Korsør pasten.

## Trein en techniek
De vier dieseltreinstellen werden in 1935 gebouwd door de lokomotievenfabriek Frichs in Aarhus en rijtuigfabriek Scandia in Randers. Het was destijds het beste dat de Deense industrie kon bieden. De treinstellen kregen drie bakken die onderling verbonden werden met Jacobsdraaistelen. De motorwagens aan de beide uiteinden beschikten elk over twee Frichs 6185ca motoren, vergelijkbaar met de motoren in de MO. Iedere motor had een vermogen van 250 pk en een toerental van 500 rpm.
De motoren waren gemonteerd boven de draaistellen bij de bestuurderscabine, hier bevonden zich ook de generatoren voor de voeding van de tractiemotoren.
De vier elektrische tractiemotoren waren in de jacobsdraaistellen gemonteerd waar iedere as door een eigen motor werd aangedreven.
De motorwagens (MA), die door Frichs gebouwd werden, beschikten elk over 42 zitplaatsen 2e klas, waarbij de ene over bagageruimte en de andere over een keuken en een restauratieruimte beschikte. De 36 zitplaatsen 1e klas bevonden zich in de tussenwagen (AA) die door Scandia werden gebouwd.

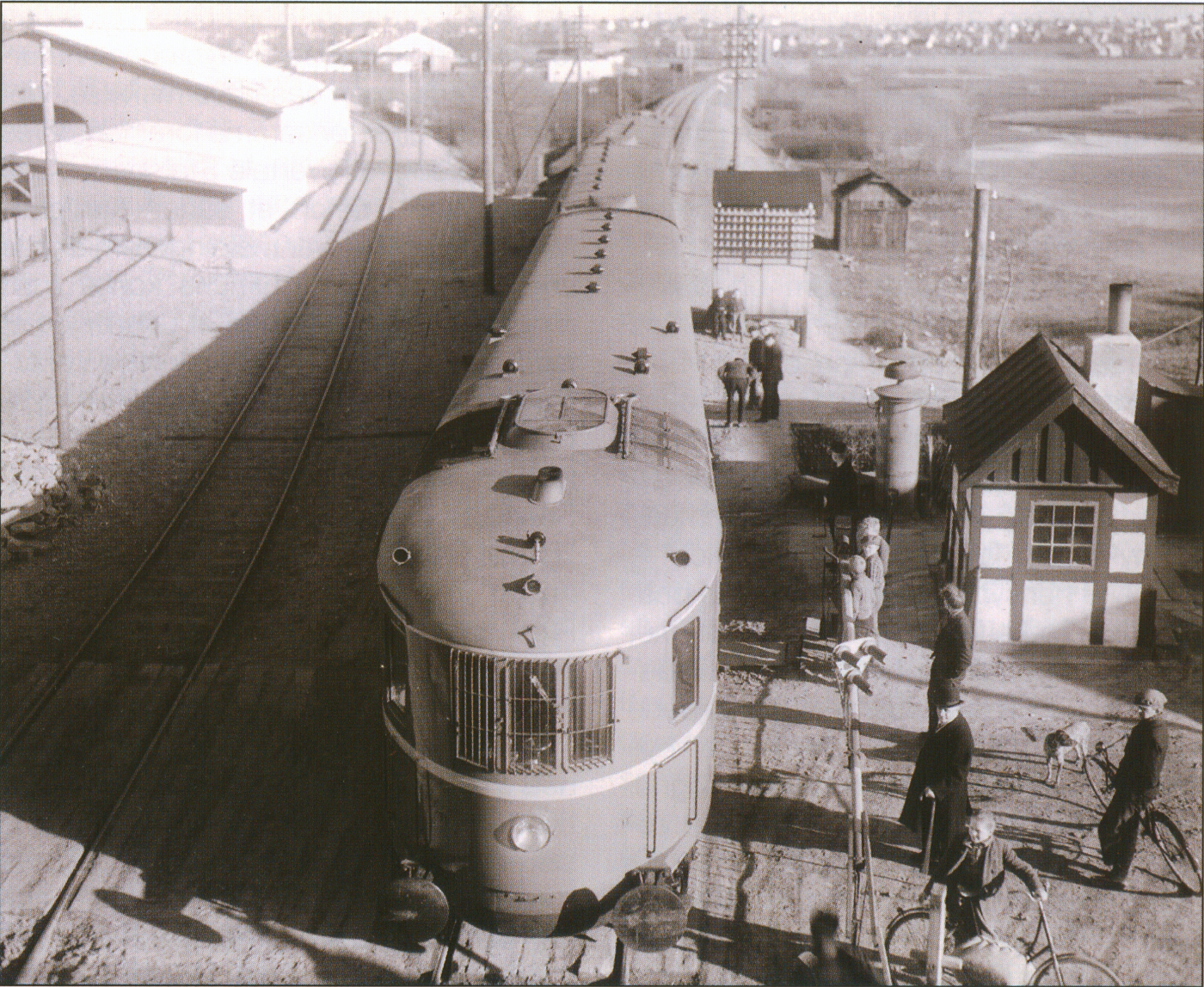
De MS bij Randers tijdens proefritten in de lente van 1935
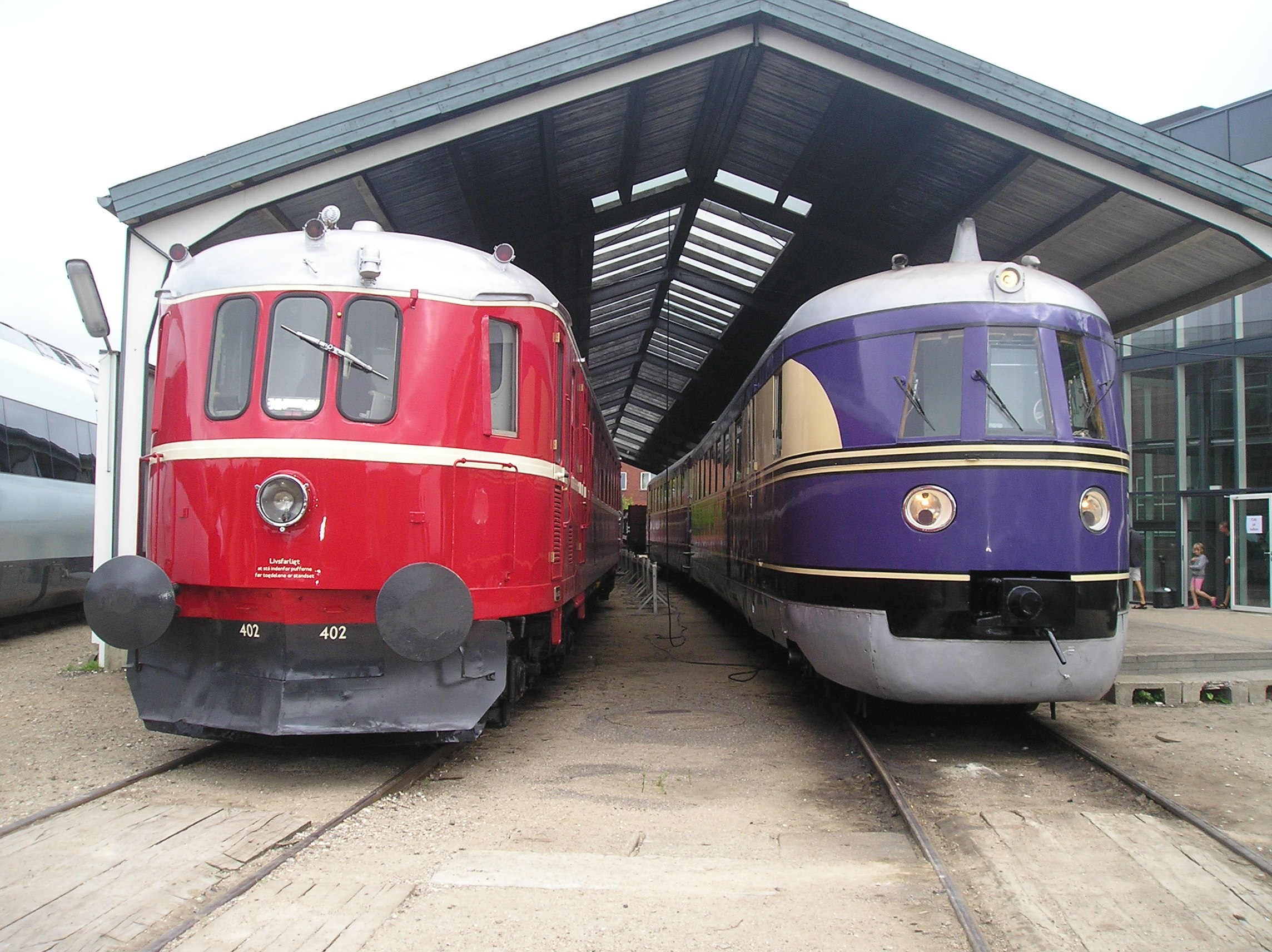
De MS en haar Duitse voorbeeld de SVT
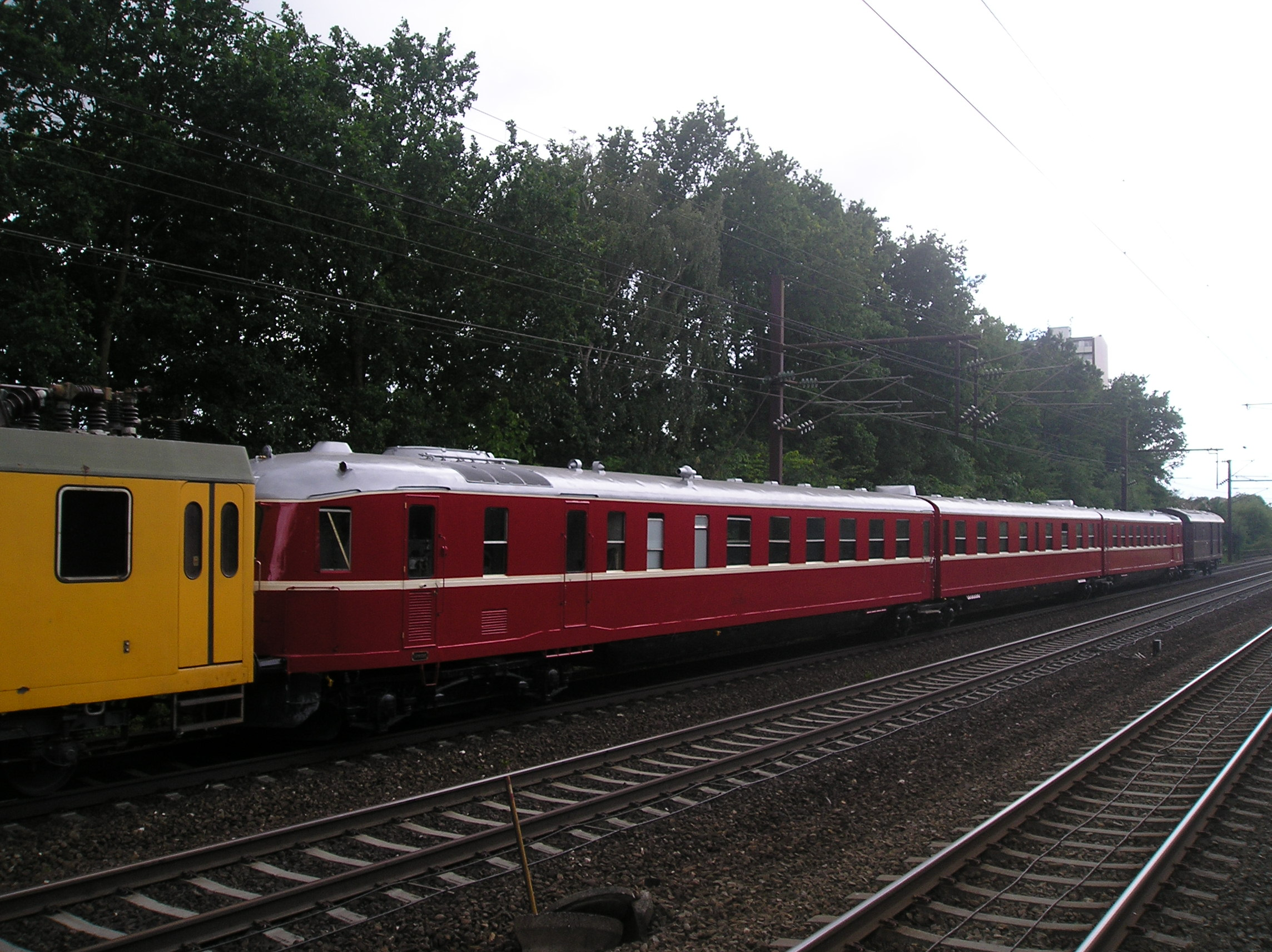
DSB MS in Rødovre

## Lyntog
De lyntogdienst werd gestart toen in 1935 de Kleine Beltbrug tussen Jutland en Funen geopend werd. Door de inzet van de MS treinstellen en het wegvallen van een overtocht per spoorpont werden de reistijden tussen Kopenhagen en de verschillende bestemmingen in Jutland aanzienlijk korter. Zo werd de verbinding van Kopenhagen naar Aarhus in nog slechts 4,5 uur afgelegd, een tijdsbesparing van 2:43 uur ten opzichte van de stoomtrein. Tijdens de Tweede Wereldoorlog werden alle Lyntogdiensten geschrapt en het materieel werd opgeslagen in het depot Helgoland bij Kopenhagen. Pas op 12 oktober 1945 werden de Lyntogdiensten hervat.

### MB
Vanaf 1937 werd de MS aangevuld met vier vierdelige treinstellen van de serie MB. Deze serie had ook jacobsdraaistellen en verschilde slechts van de MS door een extra bak met 76 zitplaatsen 2e klas. Het aantal MB stellen steeg in 1938 naar vijf omdat na een brand het betreffende MS stel tot MB werd omgebouwd. De ombouw was echter nog in gang bij de Duitse inval in Denemarken op 9 april 1940 en het “nieuwe” treinstel belandde in de opslag.

## Nieuwe diensten
Toen de treinen in 1955 20 jaar in dienst waren, werd het duidelijk dat de MS en MB verouderd waren. De DSB wilde langere en snellere treinen en in 1963 en 1966 werden ze vervangen door nieuw Lyntogmaterieel, de MA. De oude treinstellen werden vervolgens ingezet op nieuwe snelle regionale verbindingen, zoals de verbinding Kopenhagen - Nakskov, in de volksmond "Lolliken" genoemd. Slechts een paar jaar later werd voor deze diensten echter overgestapt op getrokken materieel. Door de inzet in de Neptunus, de internationale trein tussen Kopenhagen en Berlijn bleven de treinen nog een aantal jaren in dienst. Op 30 september 1973 viel het doek definitief met de rit van de MS 401-AA 431-MS 402 uit de Oost-Duitse hoofdstad terug naar Kopenhagen.

## Museumtrein
Deze laatste trein is als enige in 1977 bewaard en is ondergebracht in het Deense spoorwegmuseum in Odense. Ter gelegenheid van de vijftigste verjaardag van de Oude Kleine Beltbrug werd de trein geheel opnieuw geschilderd. Omdat de MS echter niet meer zelfstandig kon rijden werd het treinstel door een NOHAB van de DSB geduwd. Na het uitstapje naar de Kleine Belt keerde de MS terug naar Odense. Hier kon vanaf begin jaren 1990 de trein naast, de inmiddels ook uitgerangeerde, MA tentoongesteld worden. Terwijl de laatste een populaire rijvaardige museumtrein was, was de MS niet rijvaardig en liet restauratie op zich wachten. In 2000 werd de MS toch overgebracht naar de afdeling museumtreinen van de centrale werkplaats in Kopenhagen om gerestaureerd te worden. In 2010 volgden proefritten en in juni 2011 wachtte men op toelating voor personenvervoer.

## Weblink
- Jernbanen.dk Technische gegevens van de MS (Deens)